# Індіан-Пойнт (Міссурі)
Індіан-Пойнт (англ. Indian Point) — селище (англ. village) в США, в окрузі Стоун штату Міссурі. Населення — 550 осіб (2020).

## Географія
Індіан-Пойнт розташований за координатами 36°38′50″ пн. ш. 93°20′40″ зх. д. / 36.64722° пн. ш. 93.34444° зх. д. (36.647159, -93.344350).  За даними Бюро перепису населення США в 2010 році селище мало площу 10,11 км², з яких 7,26 км² — суходіл та 2,84 км² — водойми.

## Демографія
Згідно з переписом 2010 року, у селищі мешкало 528 осіб у 243 домогосподарствах у складі 159 родин. Густота населення становила 52 особи/км².  Було 716 помешкань (71/км²).
Расовий склад населення:
| - 96,4 % — білих - 1,3 % — корінних американців - 0,2 % — азіатів |

До двох чи більше рас належало 1,5 %. Частка іспаномовних становила 2,1 % від усіх жителів.
За віковим діапазоном населення розподілялося таким чином: 12,9 % — особи молодші 18 років, 57,6 % — особи у віці 18—64 років, 29,5 % — особи у віці 65 років та старші. Медіана віку мешканця становила 56,0 року. На 100 осіб жіночої статі у селищі припадало 109,5 чоловіків;  на 100 жінок у віці від 18 років та старших — 101,8 чоловіків також старших 18 років.
Середній дохід на одне домашнє господарство  становив 54 120 доларів США (медіана — 45 750), а середній дохід на одну сім'ю — 65 308 доларів (медіана — 58 750). Медіана доходів становила 32 500 доларів для чоловіків та 30 536 доларів для жінок. За межею бідності перебувало 7,9 % осіб, у тому числі 6,5 % дітей у віці до 18 років та 6,3 % осіб у віці 65 років та старших.
Цивільне працевлаштоване населення становило 263 особи. Основні галузі зайнятості: мистецтво, розваги та відпочинок — 35,4 %, науковці, спеціалісти, менеджери — 14,4 %, роздрібна торгівля — 12,9 %.